# Disk Cleanup
Disk Clean-up (cleanmgr.exe) là một tiện ích bảo trì máy tính có trong Microsoft Windows được thiết kế để giải phóng không gian đĩa trên ổ cứng của máy tính. Phần mềm được giới thiệu lần đầu trong Windows 98, nhưng hiện đã không còn được dùng nữa và được thay thế bằng phiên bản hiện đại trong ứng dụng Cài đặt, mặc dù nó vẫn tồn tại như một công cụ kế thừa trong Windows.

## Thông tin
Tiện ích tìm kiếm các tập tin không còn được sử dụng, và sau đó xóa các tập tin không cần thiết. Có một số thể loại tập tin khác nhau mà Disk Clean-up nhắm đến khi thực hiện phân tích ổ đĩa ban đầu:
- Nén các tập tin cũ
- tập tin Internet tạm thời
- tập tin Windows tạm thời
- tập tin chương trình đã tải xuống
- Thùng rác
- Loại bỏ các ứng dụng không sử dụng hoặc các thành phần Windows tùy chọn
- Thiết lập tập tin nhật ký
- Các trang web ngoại tuyến (được lưu trong bộ nhớ cache)
- WinSxS (Cửa hàng thành phần Windows)

Tuy nhiên, danh sách trên là không đầy đủ. Chẳng hạn, 'tập tin máy tính từ xa tạm thời' và 'tập tin đồng bộ hóa tạm thời' chỉ có thể xuất hiện trong một số cấu hình máy tính nhất định, những khác biệt như Hệ điều hành Windows và việc sử dụng các chương trình bổ sung như Remote Desktop. Tùy chọn xóa dữ liệu ngủ đông có thể không lý tưởng đối với một số người dùng vì điều này có thể xóa tùy chọn ngủ đông.
Trong Windows 10 và 11, bạn cũng có thể chọn tùy chọn "Dọn dẹp tập tin hệ thống". Bạn sẽ có nhiều tập tin để xóa hơn. Một danh mục mới là "Dọn dẹp Windows Update", tính năng này cho phép giải phóng một vài gigabyte dung lượng. Nhưng lưu ý rằng nếu bạn xóa danh mục này thì sẽ không thể gỡ cài đặt phiên bản cập nhật Windows hiện tại.
Ngoài việc xóa các tập tin không cần thiết, người dùng còn có tùy chọn nén các tập tin không được truy cập trong một khoảng thời gian nhất định. Tùy chọn này cung cấp sơ đồ nén có hệ thống. Các tập tin không được truy cập thường xuyên sẽ được nén để giải phóng dung lượng ổ đĩa và tập tin được sử dụng thường xuyên sẽ không bị nén để có thời gian truy cập đọc/ghi nhanh hơn. Nếu sau khi nén tập tin, người dùng muốn truy cập tập tin nén, thời gian truy cập có thể tăng lên và khác nhau giữa các hệ thống.
Ngoài các danh mục xuất hiện trên thẻ Disk Clean-up, thẻ Tùy chọn khác cung cấp các tùy chọn bổ sung để giải phóng dung lượng ổ cứng thông qua việc loại bỏ các thành phần Windows tùy chọn, các chương trình đã cài đặt và tất cả trừ điểm Khôi phục hệ thống gần đây nhất hoặc dữ liệu Sao chép bóng tối (Shadow Copy) trong một số phiên bản của Microsoft Windows.

## Ngừng sử dụng
Bắt đầu từ Windows 10 phiên bản 1803 (RS4), các khả năng của Disk Clean-up được tích hợp vào ứng dụng Cài đặt của Windows 10. Công cụ Disk Cleanup độc lập vẫn được thêm vào, nhưng không được dùng nữa vì đã có giao diện mới.